# Pont-d’Ouilly
Pont-d’Ouilly – miejscowość i gmina we Francji, w regionie Normandia, w departamencie Calvados.
Według danych na rok 1990 gminę zamieszkiwały 1002 osoby, a gęstość zaludnienia wynosiła 51 osób/km² (wśród 1815 gmin Dolnej Normandii Pont-d’Ouilly plasuje się na 226. miejscu pod względem liczby ludności, natomiast pod względem powierzchni na miejscu 127.).